# Теодорос Коциу
Теодорос Коциу (на гръцки: Θεόδωρος Κώτσιου) е гръцки просветен деец, революционер, деец на Гръцката въоръжена пропаганда в Македония от първата половина на XX век.

## Биография
Коциу е роден в 1868 година в костурската влашка Клисура. Завършва педагогическо училище в Солун и става учител в Понт и Смирна. В 1913 година основава с лични средства средно училище и пише статии в местните вестници по национални въпроси. По време на гръцката въоръжена пропаганда в Македония пристига в региона и развива революционна дейност под псевдонима Атремас (Ατρέμας). Българска чета го залавя. По-късно се занимава с търговска дейност в Солун. След Малоазийската катастрофа се установява в Атина, където в Маруси основава частна гимназия.
Умира в Атина в 1935 година.
Коциу е автор на:
- Η ρουμάνικη προπαγάνδα εν Μακεδονία και ο αρχηγός αυτής Απόστολος Μαργαρίτης (Румънската пропаганда в Македония и лидерът ѝ Апостол Маргарит),
- Η σύγχρονος εθνολογική κατάστασις της Μακεδονίας (Съвременното етнографско положение в Македония)
- Παιδαγωγικαί και κοινωνικαί μελέται (Педагогически и обществени проучвания)[1]